# 苏芒 (企业家)
苏芒（1971年10月15日—），中国企业家，前时尚集团总裁、前《时尚芭莎》总编辑。

## 生平
1971年出生于山东省济南市的一个艺术家庭，从小练习古筝，1991年毕业于中国音乐学院，之后放弃音乐专业改行时尚业，1994年加入时尚杂志社担任编辑和记者，2000年创办《时尚健康》杂志，2001年和赫斯特国际集团合作获得授权创办《时尚芭莎》简体中文版杂志，2003年非典疫情期间主持举办第一届芭莎明星慈善夜，2005年创办《芭莎男士》杂志，2009年创办《芭莎珠宝》杂志，2011年创办《芭莎艺术》杂志，2014年担任时尚集团总裁，2018年辞去总裁一职。之后多次参加综艺节目录制。

## 争议

### 秋裤门
2007年，苏芒在《鲁豫有约》中称：「我不允许我周围的人穿秋裤。」她解释：「由于我常在国外，懂得外国人的一些礼仪，我觉得入乡随俗很重要。我们要出国培训，我对某些领导提出了善意的忠告，我说，你千万不能穿毛裤。我们是冬天去纽约，很冷。我为了让他害怕，说外国人很歧视穿毛裤的，这样有失我们中国人的形象。」该言论引发网络热议后，苏芒于2008年3月在新浪博客做出澄清，称自己在节目上是「开玩笑」，并没有禁止其他人穿秋裤。

### 2017年芭莎慈善夜
2017年芭莎慈善夜，因张韶涵合影站位、林心如和霍建华到场未捐款等问题，引发诸多争议。晚会负责人苏芒事后在微博上发文道歉，连用六个对不起。「真的对不起你们，做了那么多，还受这么多委屈，误解，责难。」「人非圣贤，所有的错都是我不好，我不对! 毕竟，都是一心向善的。留点美好给人间，相信，真善美，我们用一双眼睛，去发现美好，看待光明。」

### 误解「内卷」
2021年5月，在职场综艺《初入职场的我们》中，众人提到当下的流行词汇“内卷”时，同场嘉宾董明珠表示了不解，而苏芒则向她解释，内卷是一种竞争的压力，来自于欲望和惰性的差距：“你们所有的苦恼只来自于欲望太高、惰性很强，如果你的目标很明确，唯一要做的就是没有惰性， 所有迷茫和困惑都没有那么难解决”。引发大批网民反驳，指苏芒为「资本家」。随后，苏芒发微博道歉，表示自己对于内卷的理解有误，本意是想鼓励大家积极，而不是制造焦虑。自己会保持学习，更新认知。

### 吴亦凡
2016年，吴亦凡与小G娜事件后，苏芒发微博声援吴亦凡：“担得了多大的荣耀，就经得起多大的诋毁。支持你！黑，永远压不了光明”。2021年吳亦凡性侵案发生后，苏芒因5年前内容遭到微博禁言，后配合接受调查。

## 家庭
苏芒丈夫是法国人，两人育有一女苏心遥（Anais）。